# Antonin le Pieux
Pour les articles homonymes, voir Aurelius Fulvus, Antonin et Le Pieux.
Antonin le Pieux (Titus Aelius Hadrianus Antoninus Pius, né le 19 septembre 86 à Lanuvium, Latium – mort le 7 mars 161) est un empereur romain qui règne de 138 à 161. Par son père Titus Aurelius Fulvus, consul en 89, et son grand-père Titus Aurelius Fulvus, consul en 85, il est originaire de Nemausus (Nîmes). Il fait partie des souverains connus sous le nom des « cinq bons empereurs ».
Né dans une famille sénatoriale, Antonin exerce diverses fonctions durant le règne d'Hadrien. Il épouse la nièce d'Hadrien, Faustine l'Ancienne, et il est adopté par l'empereur et devient son successeur. Antonin prend le cognomen de Pius après son accession au trône, soit parce qu'il accède à la demande du Sénat de déifier son père adoptif, soit parce qu'il a sauvé des sénateurs de la mort dans les dernières années du règne d'Hadrien. Son règne est notable par le fait qu'aucune révolte majeure n'éclate. Une campagne militaire en Écosse au début de son règne aboutit à la construction du mur d'Antonin.
Antonin est un administrateur efficace, qui laisse à ses successeurs un excédent budgétaire. Il facilite l'accès à l'eau potable à travers l'Empire et encourage l'affranchissement des esclaves. Il meurt de maladie en 161 ; ses fils adoptifs Marc Aurèle et Lucius Aurelius Verus lui succèdent.

## Biographie

### Famille et enfance
Antonin le Pieux est né Titus Aurelius Fulvus Boionius Antoninus près de Lanuvium (Lanuvio) en Italie de Titus Aurelius Fulvus, consul en 89, et sa femme Arria Fadilla,. Les Aurelii Fulvi sont une famille de la gens Aurelia établie à Nemausus (Nîmes). Titus Aurelius Fulvus est le fils du sénateur du même nom, légat de la Legio III Gallica, qui soutint Vespasien dans sa quête du trône impérial et qui fut remercié par un consulat suffect et un consulat ordinaire en 85 sous Domitien. Les Aurelii Fulvi sont donc une famille relativement nouvelle de la Gaule narbonnaise qui doit son succès aux Flaviens. Le lien entre la famille d'Antonin et leur province natale explique l'importance prise par le poste de proconsul de la Narbonnaise à la fin du IIe siècle.
Le père d'Antonin n'a pas d'autre enfant et meurt peu après son consulat. Antonin est élevé par son grand-père maternel, Gnaeus Arrius Antoninus, réputé pour son intégrité, sa culture et son amitié avec Pline le Jeune. Les Arrii Antonini sont une vieille famille sénatoriale d'Italie, très influente sous Nerva. Arria Fadilla, sa mère, se remarie avec Publius Iulius Lupus, consul suffect en 98; elle a deux filles, Arria Lupula et Julia Fadilla.

### Mariage et descendance
Entre 110 et 115, Antonin épouse Faustina (Faustine l'Ancienne), fille du consul Marcus Annius Verus et de Rupilia Faustina. Antonin fut adopté par Hadrien, mais à condition qu'Antonin adopte à son tour Marcus Annius Verus (le futur Marc Aurèle) et Lucius Verus. Hadrien pensait sans doute qu'Antonin, âgé de 52 ans à son avènement, ne règnerait pas longtemps. Lorsque Hadrien meurt, Antonin lui succède. Il brise les fiançailles de Marc Aurèle et le marie avec sa fille, Faustine la Jeune.
Faustine était une belle femme, et malgré des rumeurs sur son caractère, il est admis qu'Antonin était très attaché à sa femme. Celle-ci lui donne deux fils et deux filles :
- Marcus Aurelius Fulvus Antoninus (mort avant 138), son inscription funéraire fut trouvée dans le mausolée d'Hadrien à Rome[15],[16] ;
- Marcus Galerius Aurelius Antoninus (mort avant 138), son nom est inscrit dans le mausolée d'Hadrien à Rome et apparaît sur des monnaies provinciales frappées par le koinon de Chypre[17] ;
- Aurelia Fadilla (morte en 135) ; elle épousa Lucius Lamia Silvanus, consul en 145. Elle n'eut pas d'enfants de son mariage et une inscription à son nom fut trouvée sur une tombe en Italie[18] ;
- Annia Galeria Faustina Minor, dite Faustine la Jeune pour la distinguer de sa mère (née vers 125-130, morte en 175), future impératrice romaine, mariée à son cousin germain Marc Aurèle[5].

À la mort de Faustine, en 141, Antonin est profondément attristé et la fait diviniser. L'Empereur prend ensuite pour concubine Galeria Lysistrate,.

### Carrière

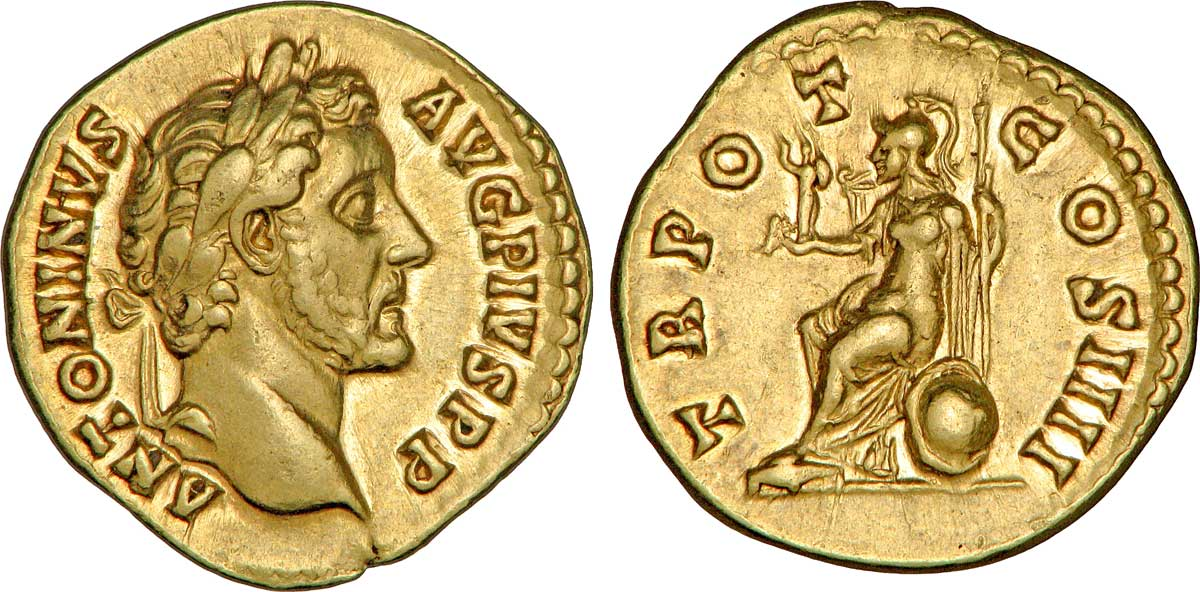
Aureus d'Antonin le Pieux. Date : 145. Le revers fait peut-être référence à une statue cultuelle de Rome qui était déposée dans le temple de Vénus et de Rome dédicacé en 141, au début du règne. Rome, normalement nicéphore (qui tient la Victoire) porte ici le palladium. C’est la statuette votive qu’Énée aurait emportée de Troie et transportée dans le Latium. Associer Rome et le palladium, c’est revenir aux origines de la cité de Romulus dont le de la fondation (21 avril 753 av. J.-C.) sera célébré en 147 en liaison avec les decennalia d’Antonin.

C'est dans la magistrature qu'Antonin le Pieux commence sa carrière. Il est d'abord questeur, puis préteur, puis consul en 120. Il montre ensuite ses talents d'administrateur en dirigeant un département d'Italie, puis comme proconsul d'Asie vers 134-135.
Hadrien adopte Antonin comme fils et successeur le 25 février 138, après la mort de son premier fils adoptif Lucius Aelius, à la condition qu'Antonin adopte Marcus Annius Verus, et Lucius, le fils de Lucius Aelius, qui deviendront les empereurs Marc Aurèle et Lucius Verus. Il prend alors le titre d'Imperator Titus Aelius Caesar Antoninus en préparation de son futur rôle. Il semble y avoir quelque résistance à cette nomination venant de certains concurrents comme son ancien collègue au consulat Lucius Catilius Severus, préfet de la ville. Néanmoins, Antonin arrive au pouvoir sans opposition majeure.

### Règne

#### Avènement

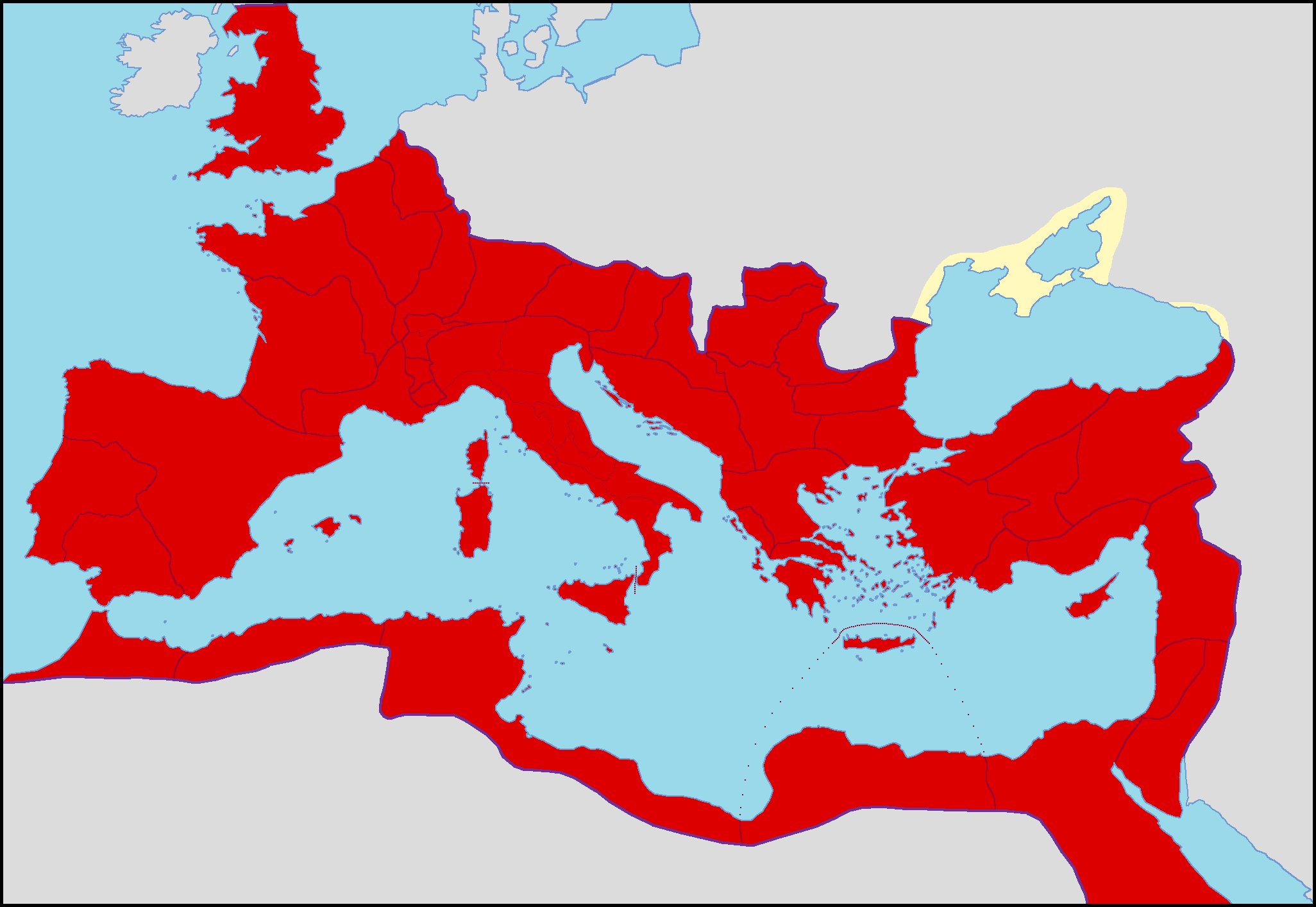
L'Empire romain durant le règne d'Antonin.

Lors de son avènement, le nom d'Antonin devient Imperator César Titus Aelius Hadrienus Antoninus Augustus Pontifex Maximus . L'un de ses premiers actes est de persuader le Sénat d'accorder les honneurs divins à Hadrien, ce qu'il avait d'abord refusé; ces efforts sont la raison la plus probable donnée pour son titre de Pius (consciencieux dans l'affection). Deux autres raisons sont qu'il aurait soutenu son vieux beau-père lors des réunions du Sénat, et qu'il aurait sauvé des hommes qu'Hadrien, pendant sa période de mauvaise santé, avait condamnés à mort. Comme Auguste avant lui, Antonin est honoré d'un bouclier proclamant sa « pietas erga deos patriamque », ce qui se traduit par : « piété envers les dieux et la patrie ».
Immédiatement après la mort d'Hadrien, Antonin approche Marc Aurèle et lui demande de modifier ses projets de mariage : les fiançailles de Marc Aurèle avec Ceionia Fabia seraient annulées et il se fiancerait avec Faustine, la fille d'Antonin. Les fiançailles de Faustine avec le frère de Ceionia, Lucius Aurelius Verus, seraient également annulées. Marc Aurèle accepte la demande d'Antonin,.
Antonin construit des temples, des théâtres et des mausolées, promeut les arts et les sciences et décerne des honneurs et des récompenses financières aux professeurs de rhétorique et de philosophie. Antonin ne change pas radicalement les arrangements d'Hadrien. Des études épigraphiques et prosographiques montrent que l'équipe dirigeante d'Antonin était centrée sur un groupe de familles sénatoriales étroitement liées entre elles, membres de la congrégation sacerdotale pour le culte d'Hadrien, les sodales Hadrianales. Selon l'historien allemand H.G. Pflaum, les recherches prosographiques sur l'équipe d'Antonin permettent de saisir le caractère profondément conservateur de la classe sénatoriale dirigeante.

#### Absence de guerre majeure

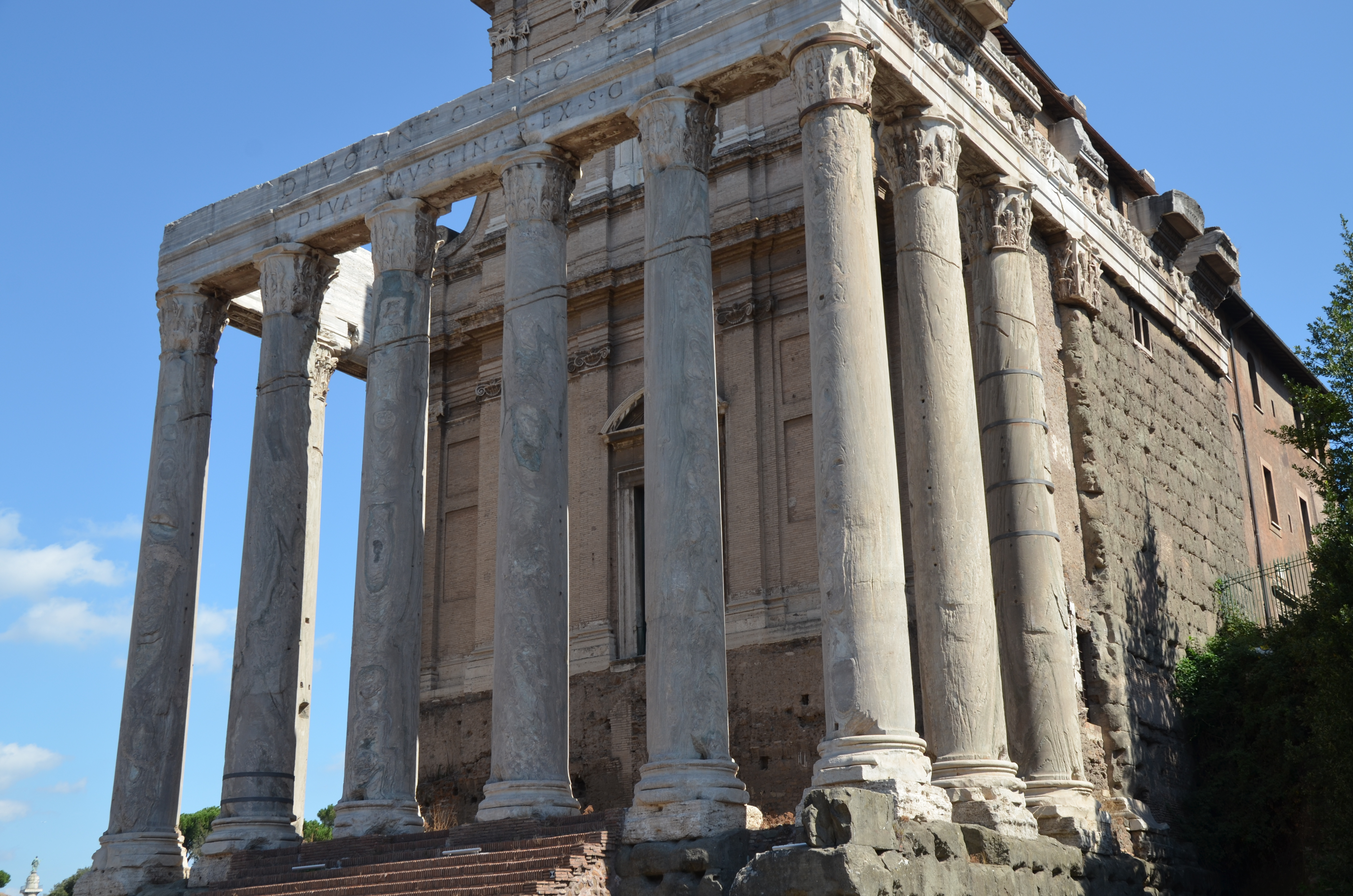
Temple d'Antonin et Faustine dans le Forum romain (maintenant l’église San Lorenzo in Miranda). L'empereur et son épouse sont déifiés après leur mort par Marcus Aurelius.

Il n'y a aucune trace d'actes liés à l'armée durant son règne auxquels il aurait participé. Un érudit moderne écrit : « Il est presque certain non seulement qu'à aucun moment de sa vie il n'a jamais vu, et encore moins commandé, une armée romaine, mais que, tout au long des vingt-trois années de son règne, il n'est jamais allé à moins de cinq cent miles d'une légion.
Son règne est le plus pacifique de toute l'histoire du Principat, bien qu'il y eut plusieurs troubles militaires dans l'empire à son époque. Ces troubles se produisent en Maurétanie, où un sénateur est nommé gouverneur de la Maurétanie Tingitane à la place du procureur équestre habituel et des renforts de cavalerie de Pannonie sont amenés, des villes comme Sala et Tipasa sont fortifiées,. Des troubles similaires ont lieu en Judée, et parmi les Brigantes en Britannia ; cependant, celles-ci sont considérées comme moins graves que les révoltes précédentes (et ultérieures). C'est cependant en Grande-Bretagne qu'Antonin décide de suivre une politique plus agressive, avec la nomination en 139 d'un nouveau gouverneur, Quintus Lollius Urbicus, originaire de Numidie et précédemment gouverneur de la Germanie inférieure, ainsi qu'un homo novus.
Suivant les instructions impériales, Lollius entreprend l'invasion du sud de l'Écosse, et remporte des victoires importantes. Il construit le mur d'Antonin, qui court depuis le Firth of Forth jusqu’au Firth of Clyde. Le mur, cependant, est progressivement mis hors service au milieu des années 150 et finalement abandonné à la fin du règne (début des années 160), pour des raisons qui ne sont pas encore claires,. Le mur d'Antonin est mentionné dans une seule source littéraire, l’Histoire Auguste. Le géographe Pausanias fait une brève et confuse mention d'une guerre en Grande-Bretagne. Dans une inscription honorant Antonin, érigée par la Legio II Augusta, qui a participé à la construction du mur, un relief montrant quatre prisonniers nus (en), l'un d'eux décapité, semble représenter une guerre réelle.

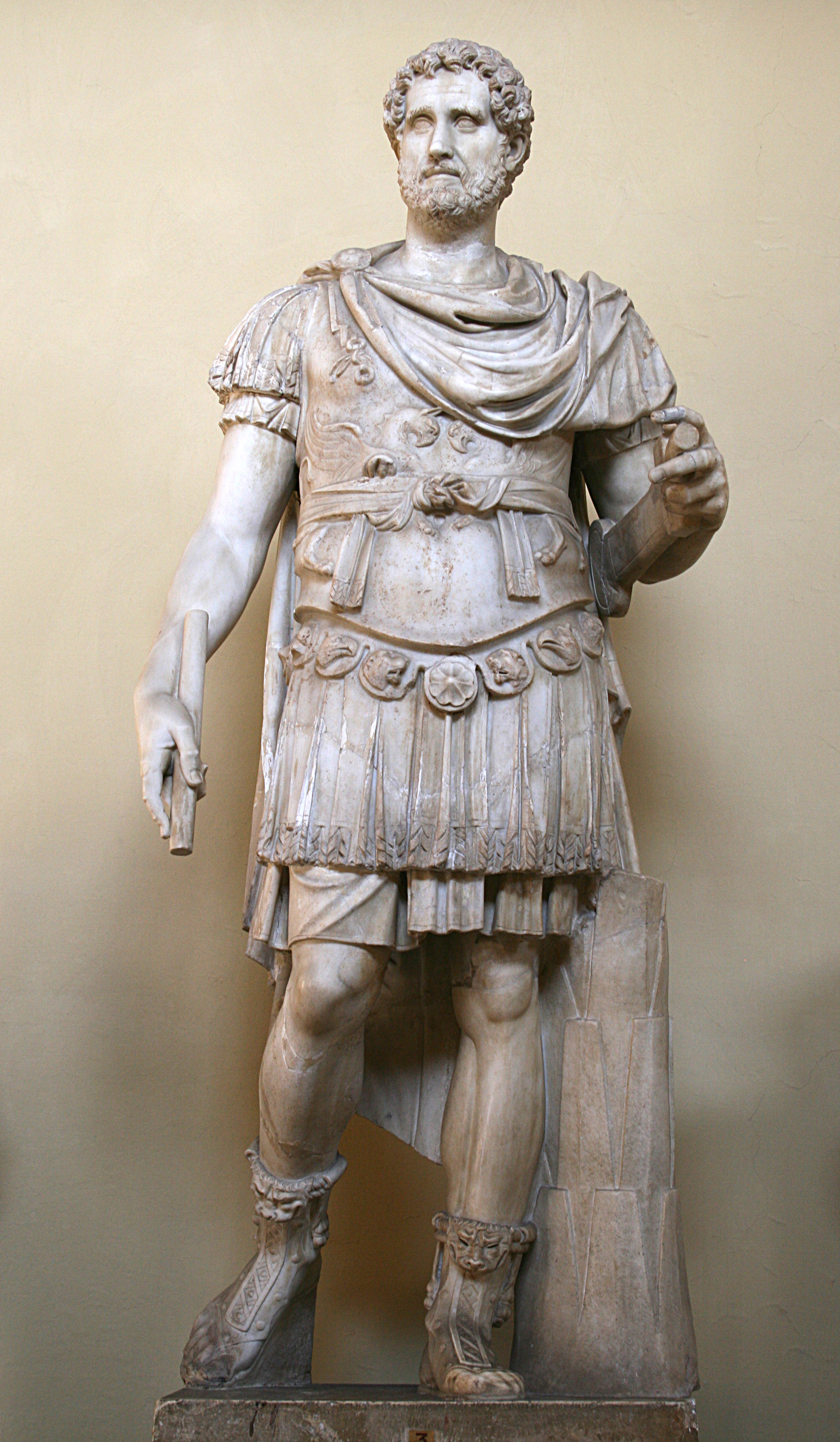
Statue d’Antonin en militaire, Musée Chiaramonti (Musées du Vatican).

Le mur d'Antonin est en principe beaucoup plus court que celui d'Hadrien (60 km de long contre 117), et à première vue plus défendable. Mais la zone supplémentaire qu'il intègre dans l'empire est stérile, et le pâturage impossible. Cela signifie que les lignes d'approvisionnement vers le mur sont tendues et que les coûts d'entretien du territoire acquis l'emportent sur les avantages. De plus, en l'absence de développement urbain et du processus de romanisation qui a suivi, l'arrière du mur n’est pas pacifié.
On a donc émis l'hypothèse que l'invasion des Central Lowlands et la construction du mur étaient principalement liées à la politique intérieure, afin d’offrir à Antonin l'occasion d'acquérir un minimum de prestige militaire au début de son règne. En fait, la campagne de Britannia est suivie d'une salutation impériale, Antonin prenant formellement pour la deuxième (et dernière) fois le titre d'Imperator en 142. A peu près au même moment, des pièces de monnaie sont frappées et annoncent une victoire en Grande-Bretagne, soulignant le besoin d'Antonin de faire connaître ses réalisations. L'orateur Fronto dira plus tard que, bien qu'Antonin ait confié la direction de la campagne britannique à d'autres, il devait être considéré comme le leader qui a dirigé l’opération, dont la gloire lui appartenait.
Cette quête d'exploit militaire se comprend par le fait que, bien que généralement pacifique, le règne d'Antonin n'a pas été exempt de tentatives d'usurpation. L'Histoire Auguste en mentionne deux, émanant des sénateurs Cornelius Priscianus et Atilius Rufius Titianus. Priscianus (« pour avoir troublé la paix de l'Espagne »), est le successeur de Lollius Urbicus en tant que gouverneur de Grande-Bretagne, et Atilius Rufius Titianus semble avoir été un dissident déjà exilé sous Hadrien. La réalité des deux tentatives est confirmée par les Fastes d'Ostie ainsi que par l'effacement du nom de Priscianus sur une inscription,. Dans les deux cas, Antonin n'est pas officiellement responsable de la répression qui s'ensuit : Priscianus se suicide et Titien est reconnu coupable par le Sénat, Antonin s'abstenant de séquestrer les biens de leurs familles.

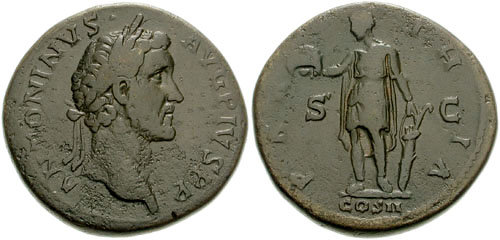
Pièce d’Antoninus montrant un Parthe (PAR-TH-IA au revers) lui remettant la couronne, une affirmation que la Parthie était toujours soumise à Rome après les événements entourant Parthamaspatès

Des troubles éclatent également en Dacie inférieure et nécessitent l'octroi de pouvoirs supplémentaires au gouverneur, avec envoi de troupes en renfort. Sur la côte nord de la mer Noire, la ville grecque d'Olbia est tenue contre les Scythes. Pendant son règne également, le gouverneur de la Germanie supérieure, qui est probablement Caius Popillius Carus Pedo, construit de nouvelles fortifications dans les Champs Décumates, faisant avancer le limes de Germanie quinze milles plus loin dans sa province et la Rhétie voisine. À l'Est, la suzeraineté romaine sur l’Arménie est effective, après le choix en 140 du roi arsacide supposé, Sohaemus, comme roi client.
Néanmoins, Antonin est pratiquement unique parmi les empereurs, en ce sens qu'il a géré ces crises sans quitter l'Italie une seule fois pendant son règne. Il traite les questions provinciales de guerre et de paix par l'intermédiaire de ses gouverneurs, ou par le biais de lettres impériales aux villes telles qu'Éphèse (dont certaines étaient affichées publiquement). Ce style de gouvernement est très apprécié par ses contemporains et par les générations suivantes.
Antonin est le dernier empereur romain reconnu par les royaumes indiens, en particulier l'Empire kouchan. Raoul McLaughlin cite Aurelius Victor : « Les Indiens, les Bactriens et les Hyrcaniens ont tous envoyé des ambassadeurs à Antonin ». Ils avaient entendu parler de l'esprit de justice de ce grand empereur, une image rehaussée par son beau et grave visage, et sa taille mince et vigoureuse. En raison du déclenchement de la peste antonine et des guerres contre les tribus germaniques du nord, le règne de Marc Aurèle sera contraint de réorienter la politique étrangère romaine. Les questions relatives à l'Extrême-Orient seront peu à peu abandonnées au profit de celles impliquant directement la survie de l'empire.

#### Économie et administration

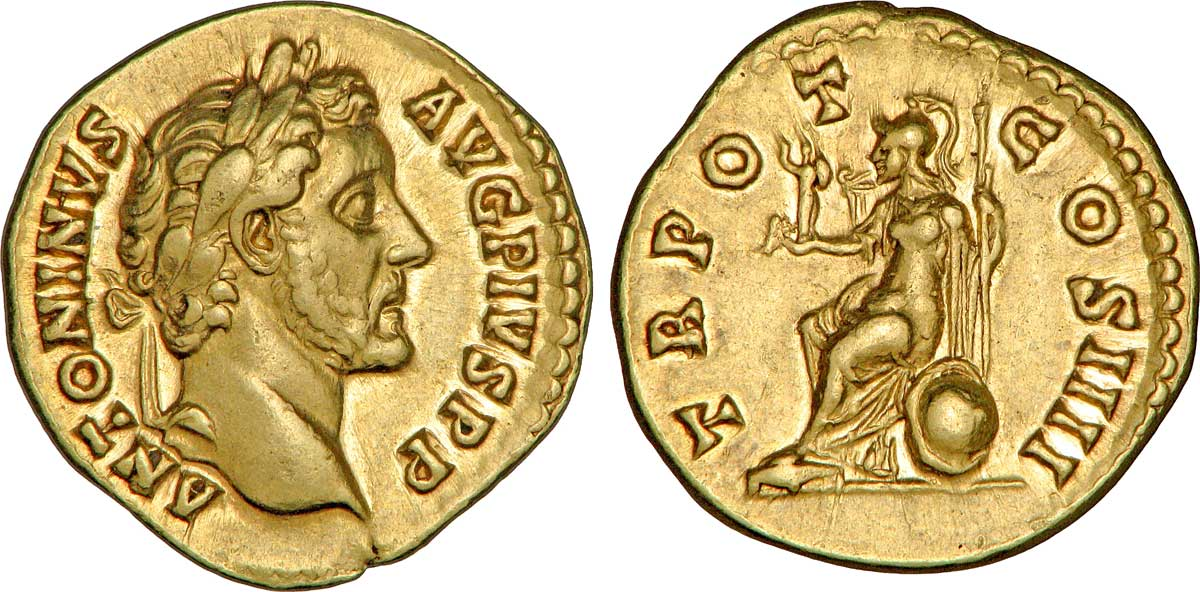
Un aureus d'Antonin, 145 ap. J.-C. Inscription: ANTONINVS AVG PIVS PP / TR POT COS IIII

Antonin est considéré comme un administrateur qualifié et un bâtisseur. Un vaste programme de constructions est mis en œuvre. L'accès des habitants de Rome à l'eau potable est facilité par la construction d'aqueducs, à Rome et dans tout l'empire ; des ponts et des routes sont aménagés. Malgré ces dépenses, l'empereur laisse derrière lui un trésor public considérable, qui compte environ 2,7 milliards de sesterces. Rome ne verra pas de sitôt un autre empereur laisser à son successeur un tel excédent. Mais ce trésor sera épuisé presque immédiatement après le règne d'Antonin, en raison de la peste antonine ramenée par les soldats après la victoire parthe.
L'empereur suspend également la perception des impôts des villes touchées par des catastrophes naturelles. C'est le cas après les incendies de Rome et de Narbonne, et les tremblements de terre de Rhodes et de la province d'Asie. Il subventionne même la reconstruction de plusieurs villes grecques après deux graves tremblements de terre : le premier, vers 140, qui touche principalement Rhodes et d'autres îles ; le second, en 152, qui frappe Cyzique (où l'immense temple d'Hadrien est détruit), Éphèse et Smyrne. Ces aides financières valent à Antonin les éloges des écrivains grecs Aelius Aristide et Pausanias. Les villes soutenues reçoivent d'Antonin les distinctions honorifiques habituelles, comme lorsqu'il ordonne à tous les gouverneurs d'Asie d'entrer dans la province, lors de leur prise de fonction, en passant par Éphèse. Éphèse est particulièrement favorisée par Antonin, qui confirme son privilège d'avoir deux temples pour le culte impérial (néocorat), ayant donc la première place dans la liste des titres d'honneur impériaux, dépassant à la fois Smyrne et Pergame,.
Dans ses relations avec les villes de langue grecque, Antonin suit la même politique qu'Hadrien pour être bien vu des élites locales, en particulier des intellectuels. Les philosophes, professeurs de littérature, rhéteurs et médecins sont explicitement exemptés de toute dépense privée à des fins civiques. Ce privilège accordé par Hadrien est reconduit par Antonin au moyen d'un édit conservé dans le Digeste (27.1.6.8). Antonin fonde également une chaire de rhétorique à Athènes.
Antonin est un observateur passionné des rituels religieux et des célébrations formelles, tant romaines qu'étrangères. Il officialise le culte de Cybèle, qui inclut depuis son règne un sacrifice de taureau, le taurobole. Ce rituel autrefois privé est désormais pratiqué pour le bien-être de l'empereur. Antonin offre également son patronage au culte de Mithra, à qui il érige un temple à Ostie. En 148, il préside les célébrations du 900e anniversaire de la fondation de Rome.

#### Réformes

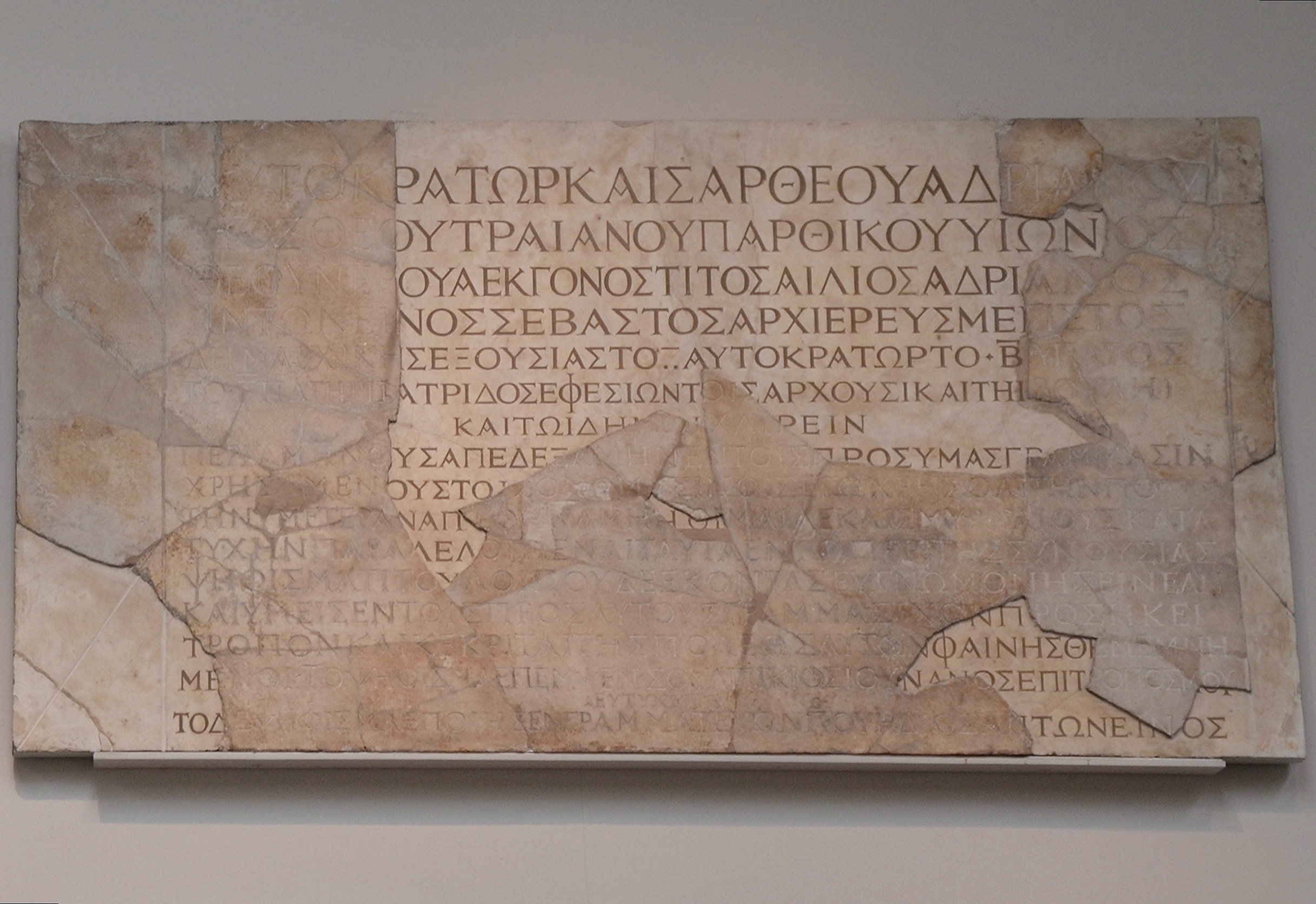
Copie gravée dans le marbre d'une lettre d'Antonin aux Éphésiens, du Bouleuterion à Éphèse, 140-4 ap. J.-C., expliquant comment l'empereur a résolu un différend entre les villes romaines d’Éphèse et Smyrne. British Museum, Londres.

Antonin essaye de se présenter comme un magistrat de la Res Publica, aussi étendues et mal définies que soient ses compétences. On lui attribue la scission du trésor impérial, le fiscus, qui sépare les propriétés impériales en deux parties : premièrement, le fiscus lui-même, ou patrimonium, c'est-à-dire les propriétés de la "couronne", les propriétés héréditaires de chaque personne successive qui s'est assise sur le trône, transmises à ses successeurs, quelle que soit leur appartenance antérieure à la famille impériale ; deuxièmement, la res privata, les propriétés "privées" liées à l'entretien personnel de l'Empereur et de sa famille. Une anecdote figure dans la biographie Histoire Auguste. Antonin répond à Faustine qui lui reproche son avarice : "Nous avons gagné un empire [et] perdu ce que nous avions avant". Elle se rapporte peut-être au projet d’Antonin de créer la res privata. Alors qu'il était encore un simple citoyen, Antonin avait considérablement augmenté sa fortune personnelle au moyen de divers héritages, une conséquence de son souci scrupuleux pour ses proches. De plus, Antonin a laissé derrière lui une réputation d'avarice et était probablement déterminé à ne pas laisser ses biens personnels être « avalés par les exigences du trône impérial ».
Les terres issues de la res privata pouvaient être vendues ou données, tandis que les propriétés du patrimonium étaient considérées comme publiques. C'était une façon de prétendre que la fonction impériale - et la plupart des propriétés qui y sont attachées - était publique, formellement soumise à l'autorité du Sénat et du peuple romain. Le fait que cette distinction n'ait joué aucun rôle dans l'histoire politique ultérieure et que le pouvoir « personnel » du princeps ait absorbé son rôle de titulaire de la charge, prouve que la logique autocratique de l'ordre impérial avait déjà remplacé les anciennes institutions républicaines.
Antonin s'est beaucoup intéressé à la révision et à la pratique de la loi dans tout l'empire. L'une de ses principales préoccupations était de faire en sorte que les communautés locales conforment leurs procédures juridiques aux normes romaines existantes. Dans une affaire de répression du banditisme par des policiers locaux (« irenarchs », mot grec pour « gardiens de la paix ») en Asie Mineure, Antonin ordonne que ces officiers ne traitent pas les suspects comme déjà condamnés, et conservent également une copie détaillée de leurs interrogatoires, à utiliser dans l'éventualité d'un appel au gouverneur romain. De plus, bien qu'Antonin ne soit pas un innovateur, il ne suit pas toujours à la lettre la loi ; il est plutôt motivé par des préoccupations d'humanité et d'égalité. Il introduit dans le droit romain de nombreux principes importants inspirés par cette notion.
Pour cela, l'empereur est assisté de cinq avocats principaux : Lucius Fulvius Aburnius Valens, auteur de traités juridiques, Lucius Ulpius Marcellus, un écrivain prolifique, et trois autres. De ces trois, le plus important était Lucius Volusius Maecianus, un ancien officier militaire promu par Antonin procureur civil, et qui, au vu de sa carrière ultérieure (découverte sur la base de recherches épigraphiques et prosopographiques), fut le conseiller juridique le plus important de l'empereur. Maecianus sera finalement choisi pour occuper diverses préfectures (voir ci-dessous) ainsi que pour mener les études juridiques de Marcus Aurèle. Il est également l'auteur d'un important ouvrage sur les Fidei commissa (fiducies testamentaires). Comme marque du lien accru entre les juristes et le gouvernement impérial. Le règne d'Antonin voit également l'apparition des Institutes de Gaïus de Gaius, un manuel juridique élémentaire pour débutants.

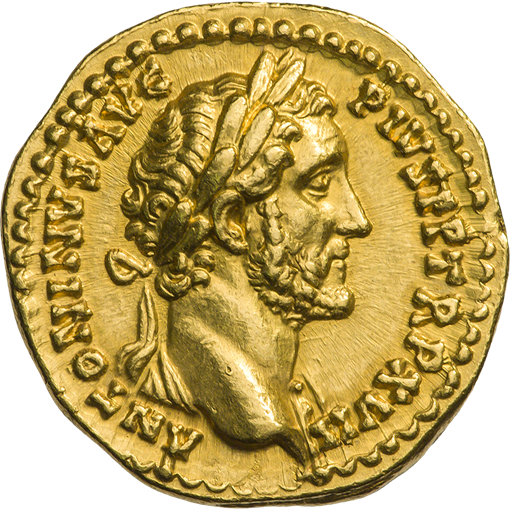
Aureus d’or d’ Antonin, 153 AD. ANTONINVS AVG PIVS PP TR P XVII

Antonin adopte des mesures facilitant l'affranchissement des esclaves. Il favorise surtout le principe de favor libertatis, qui accorde au futur affranchi le bénéfice du doute lorsque la revendication de liberté n'est pas claire. Aussi, il punit le meurtre d'un esclave par son maître sans procès préalable. Il détermine que les esclaves peuvent être vendus de force à un autre maître par un proconsul en cas de mauvais traitements constants. Antonin confirme l'exécution des contrats de vente de femmes esclaves interdisant leur emploi ultérieur dans la prostitution. En droit pénal, Antonin introduit le principe selon lequel les suspects ne doivent pas être considérés comme coupables avant le procès, comme dans le cas des irenarchs (voir ci-dessus). C'est à Antonin que l'apologiste chrétien Justin de Naplouse adresse sa défense de la foi chrétienne, lui rappelant la règle de son père (l'empereur Hadrien) selon laquelle les accusations contre les chrétiens doivent être prouvées. Antonin affirme également le principe selon lequel le procès doit avoir lieu et la peine infligée à l'endroit où le crime a été commis. Il limite l'utilisation de la torture dans l'interrogation des esclaves. Il interdit son application aux enfants de moins de quatorze ans, bien que cette règle ait des exceptions. Par contre, il généralise par un rescrit son usage pour obtenir des preuves en matière pécuniaire, alors qu'elle n'était jusqu'alors appliquée qu'en matière pénale. Aussi, déjà à l'époque, la torture d'hommes libres de bas statut (humiliores) était devenue légale, comme le prouve le fait qu'Antonin en exemptait expressément les conseillers municipaux, ainsi que les hommes libres de haut rang (honestiores) en général.
Le point culminant de son règne a lieu en 148, avec le 900e anniversaire de la fondation de Rome, célébré par l'organisation de jeux magnifiques à Rome. Ces jeux durent plusieurs jours, au cours desquels de nombreux animaux exotiques sont tués, dont des éléphants, des girafes, des tigres, des rhinocéros, des crocodiles et des hippopotames. Bien que cela augmente la popularité d'Antonin, il est obligé de déprécier la monnaie romaine, en réduisant la pureté de l'argent du denier de 89 % à 83.5%, le poids réel de l'argent passant de 2,88 grammes à 2,68 grammes,.
Les érudits assimilent Antonin à un ami du rabbin Juda Hanassi. Selon le Talmud (Avodah Zarah 10a–b), Rabbi Juda était très riche et très respecté à Rome. Il entretient une amitié étroite avec « Antonin », peut-être Antonin le Pieux, qui le consulte sur des questions sociales et spirituelles.

#### Mission diplomatique en Chine

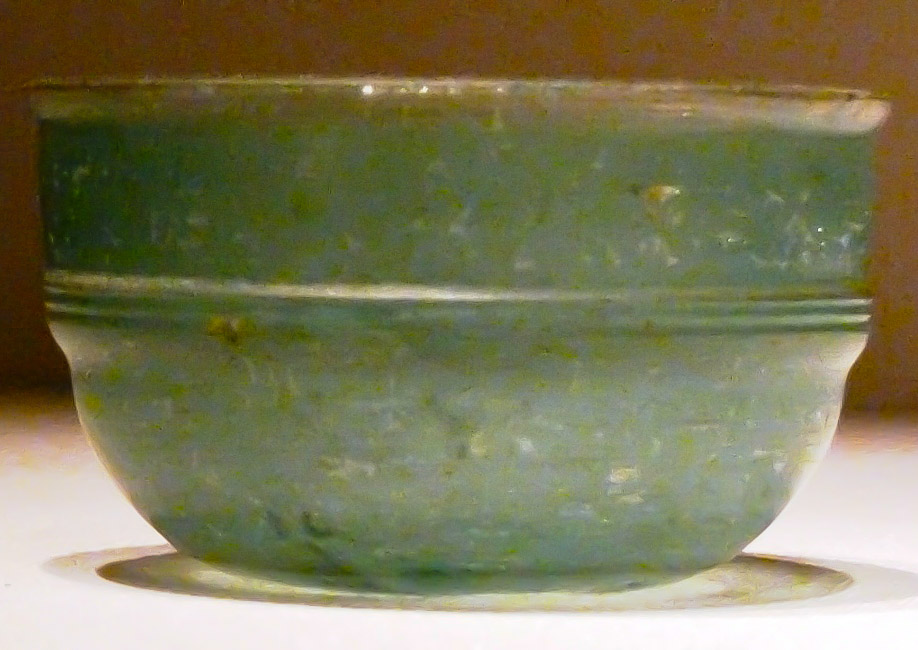
Coupe verte en verre romain déterrée d'une tombe de la dynastie des Han de l'Est (25-220 après J.-C.), Guangxi, Chine.

Le premier groupe d'ambassadeurs de Rome en Chine est enregistré en 166 après J.-C. par le Hou Hanshu,. L'ambassade était probablement constituée de marchands, car de nombreux marchands romains se sont rendus en Inde et certains sont peut-être allés au-delà, alors qu'il n'y a aucune trace d'ambassadeurs officiels de Rome voyageant aussi loin à l'est. Le groupe rencontre l'empereur Huandi, de la dynastie des Han, et se présente comme une ambassade de « Andun » (chinois : 安敦 āndūn ; pour Anton-inus), « roi de Da Qin » (Rome). Comme Antonin meurt en 161, laissant l'empire à son fils adoptif Marcus Aurelius (Antoninus), et l'envoyé arrive en 166, la question demeure de savoir qui a envoyé la mission, étant donné que les deux empereurs s'appelaient « Antoninus »,,. La mission romaine vient par le sud (donc probablement par la mer), entrant en Chine par la province frontalière de Jiaozhi, au Rinan ou Tonkin (l'actuel Nord du Vietnam). Elle apporte en cadeaux des cornes de rhinocéros, de l'ivoire et des carapaces de tortue, probablement acquis en Asie du Sud,. Le texte indique spécifiquement que c'est la première fois qu'il y a un contact direct entre les deux empires,.
Un morceau de verre romain de l'époque républicaine a été trouvé dans une tombe des Han occidentaux à Guangzhou, le long de la mer de Chine méridionale, et date du début du Ier siècle av. J.-C.. Des médaillons romains en or fabriqués sous le règne d'Antonin, et peut-être même de Marc Aurèle, ont été trouvés à Óc Eo, dans le sud du Vietnam, alors partie du royaume de Fou-nan près de la province chinoise de Jiaozhi,. Il s'agit peut-être de la ville portuaire de Kattigara, décrite par Ptolémée (c. 150) comme ayant été visitée par un marin grec nommé Alexandre et se trouvant au-delà de la « péninsule dorée » (Chersonesus Aurea, c'est-à-dire de la péninsule malaise),. Des pièces de monnaie romaines datant des règnes de Tibère à Aurélien ont été découvertes à Xi'an, en Chine (site de la capitale des Han, Chang'an). Mais une quantité nettement supérieure de pièces de monnaie romaines déterrées en Inde suggère que le commerce maritime romain pour l'achat de soie chinoise était centré là-bas, et non pas en Chine, ni même sur la route de la soie traversant l'ancien Iran.

### Décès
Après le plus long règne depuis Auguste, dépassant de quelques mois celui de Tibère, Antonin le Pieux s'éteint le 7 mars 161, emporté par des fièvres à Lorium en Étrurie, à 19 km de Rome. Il semble être mort du paludisme, comme l'a été Trajan en 117. Son corps est placé dans le mausolée d'Hadrien (non incinéré). Une colonne lui est dédiée sur le Campus Martius, et le temple qu'il a construit en 141 dans le Forum pour son épouse divinisée, est dédié à nouveau à son épouse Faustine et à lui-même. Il est divinisé par le Sénat immédiatement après sa mort.

## Historiographie

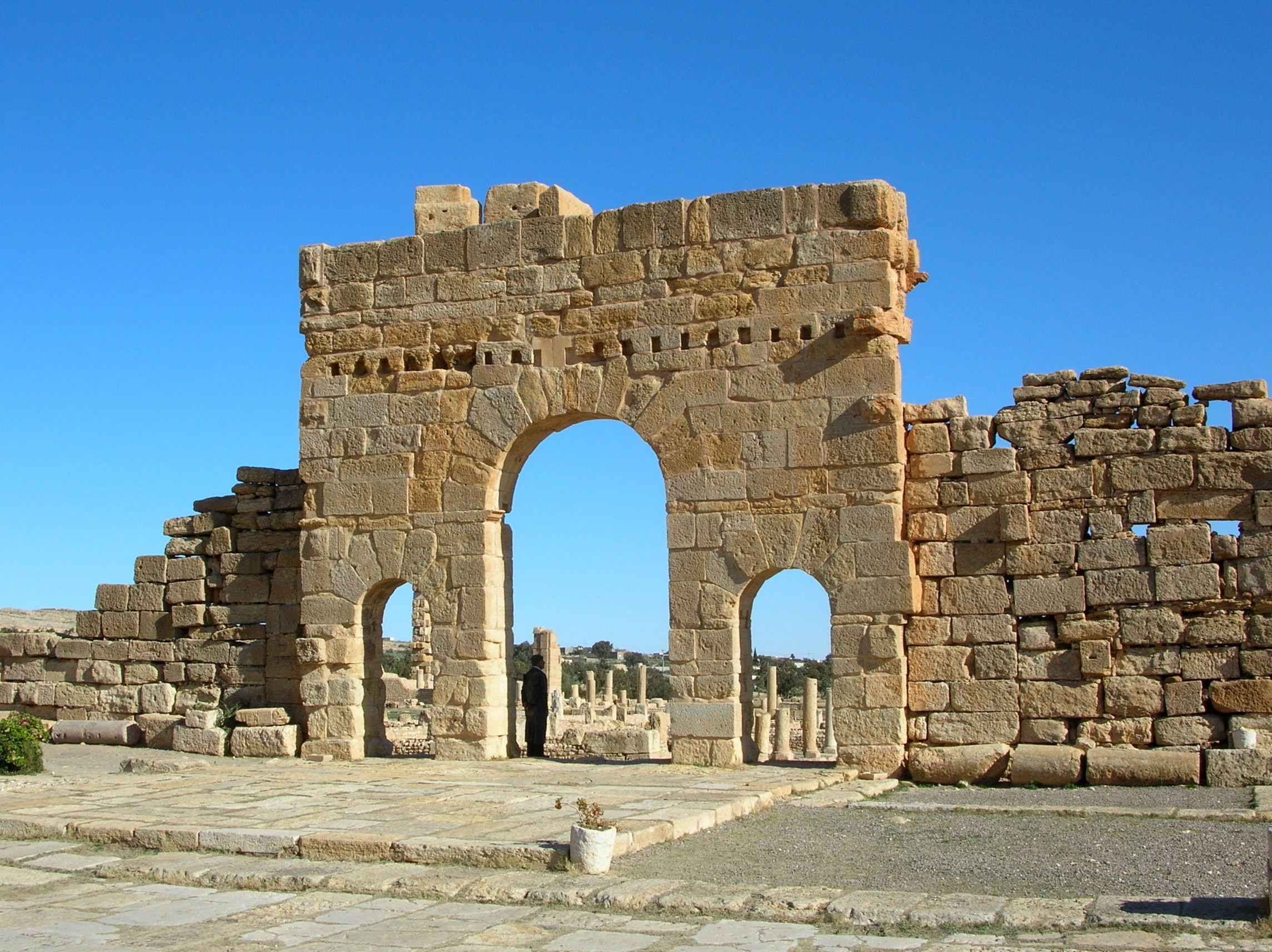
Arche d'Antonin le Pieux Sbeïtla, Tunisie.

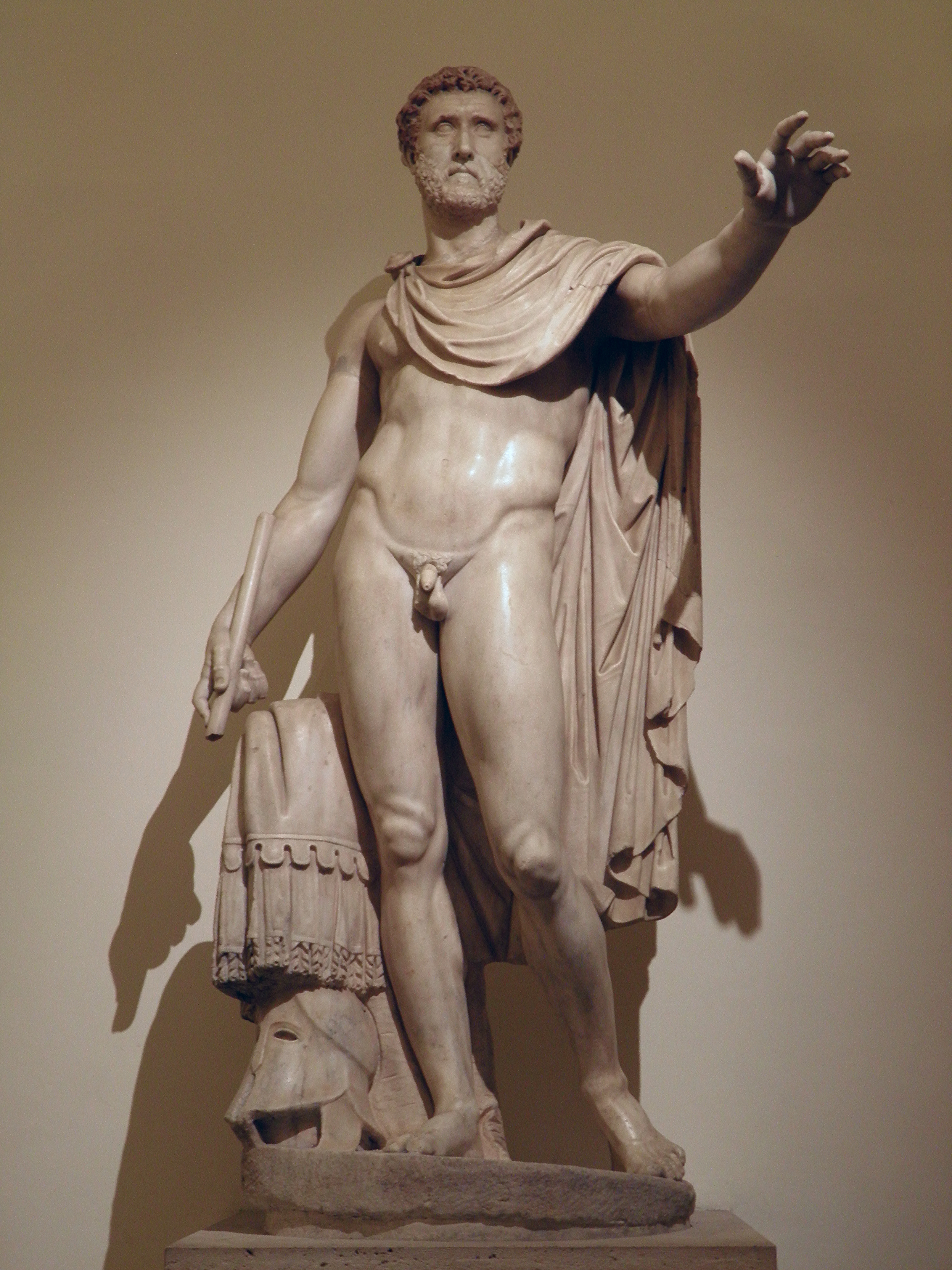
Statue d'Antonin, Palazzo Altemps, Rome

La seule évocation de sa vie qui nous soit parvenue entière est l'Histoire Auguste, un travail peu fiable et largement fabriqué, qui contient néanmoins quelques éléments utiles. C'est par exemple la seule source qui mentionne la construction de sa fameuse muraille. Antonin est le seul empereur romain qui ne possède pas d'autre biographie.
Antonin est par beaucoup d'aspects le dirigeant idéal, loué par les anciens et les spécialistes de l'Antiquité, comme Edward Gibbon ou l'auteur de la notice sur Antonin dans l'Encyclopædia Britannica 1911 :

« Quelques mois plus tard, à la mort d'Hadrien, il est accueilli avec enthousiasme sur le trône par le peuple romain qui, pour une fois, n'est pas déçu de son attente d'un règne heureux. Car Antonin est venu à son nouveau rôle avec des goûts simples, une disposition bienveillante, une vaste expérience, une intelligence bien formée et le désir le plus sincère du bien-être de ses sujets. Au lieu de piller pour soutenir sa prodigalité, il vida son trésor privé pour aider les provinces et les villes en détresse, et exerça partout un strict contrôle budgétaire. Au lieu d'exagérer en trahison tout ce qui était susceptible d'une interprétation défavorable, il transforma les conspirations mêmes qui se formaient contre lui en occasions de démontrer sa clémence. Au lieu de susciter la persécution contre les chrétiens, il leur étendit la main forte de sa protection dans tout l'empire. Plutôt que de donner lieu à cette oppression qu'il considérait comme inséparable des déplacements d'un empereur à travers son empire, il se contenta de passer toutes les années de son règne à Rome, ou dans ses environs. »

Quelques historiens ont une vision moins positive de son règne. Selon J. B. Bury :

« Aussi estimable que fût l'homme, Antonin n'était guère un grand homme d'État. La paix dont jouissait l'Empire sous ses auspices avait été rendue possible grâce à l'activité d'Hadrien, et n'était pas due à ses propres efforts ; d'autre part, il poussa trop loin la politique de la paix à tout prix, et entraîna ainsi les calamités sur l'État après sa mort. Non seulement il n'avait ni originalité ni force d'initiative, mais il n'avait même pas la perspicacité ni l'audace de travailler davantage sur les nouvelles lignes tracées par Hadrien. »

L'historien allemand Ernst Kornemann dans son Römische Geschichte [2 vols., ed. par H. Bengtson, Stuttgart 1954] remarque que son règne comprend « une succession d'opportunités manquées », connaissant les difficultés à venir. Le fait que les Parthes à l'est allaient bientôt faire beaucoup de mal à l'empire après la mort d'Antonin donne du crédit à cet argument. La thèse de Kornemann est qu'Antonin aurait dû mener des guerres préventives pour éloigner ces dangers. Michael Grant admet qu'il est possible que si Antonin avait agi de manière décisive, et plus tôt (il semble que, sur son lit de mort, il préparait une action à grande échelle contre les Parthes), les Parthes auraient été incapables de choisir le moment, mais les preuves actuelles ne sont pas concluantes. Grant est d'avis qu'Antonin et ses officiers ont agi de manière résolue face aux perturbations frontalières de son temps, bien que les conditions d'une paix durable n'aient pas été créées. Dans l'ensemble, selon Grant, l'image élogieuse que Marc Aurèle donne d'Antonin semble méritée. Antonin semble avoir été un empereur conservateur et nationaliste (bien qu'il ait respecté et suivi modérément l'exemple d'Hadrien en matière de philhellénisme) qui n'a pas été entaché par le sang de ses citoyens ou de ses ennemis, qui a maintenu la paix et le zèle religieux de Numa Pompilius, et dont les lois ont tenté d'améliorer la situation.
Krzysztof Ulanowski pense que les affirmations sur ses lacunes militaires sont grandement exagérées, considérant que les sources louent son amour de la paix et ses efforts pour « défendre le territoire plutôt que de l'élargir ». Il ne devrait pas être considéré comme un pacifiste, sachant qu'il a construit le mur d'Antonin, qu'il a conquis les Central Lowlands et qu'il a étendu son territoire en Germanie Supérieure. Ulanowski loue par ailleurs les qualités diplomatiques d'Antonin.

## Noms et titres

### Noms successifs
- 86, naissance : TITVS•AVRELIVS•FVLVVS•BOIONVS•ARRIVS•ANTONINVS ;
- 138 (25 février)[114], adoption par Hadrien : IMPERATOR•TITVS•ÆLIVS•CÆSAR•ANTONINVS ;
- 138, accession à l'Empire : IMPERATOR•CÆSAR•TITVS•ÆLIVS•HADRIANVS•AVGVSTVS ;
- 139, reçoit du Sénat le titre de « Pieux » : IMPERATOR•CÆSAR•TITVS•ÆLIVS•HADRIANVS•AVGVSTVS•PIVS.

### Titres et magistratures
- Consul en 120, 139, 140, 145 ;
- Pater patriae en 139[115] ;
- Pontifex maximus en 138 ;
- Acclamé Imperator en 138, 142 ;
- Détient la puissance tribunicienne du 25 février 138 (adoption par Hadrien) au 9 décembre 138, renouvelée annuellement le 10 décembre jusqu'en 161.

### Titulature à sa mort
À sa mort en 161, sa titulature complète est :
IMPERATOR•CÆSAR•TITVS•ÆLIVS•HADRIANVS•ANTONINVS•AVGVSTVS•PIVS, PONTIFEX•MAXIMVS, TRIBVNICIÆ•POTESTATIS•XXIV, IMPERATOR•II, CONSVL•IV, PATER•PATRIÆ
Antonin le Pieux a été divinisé par le Sénat.

### Galerie

Portrait d’Antonin le Pieux - Musée Saint-Raymond
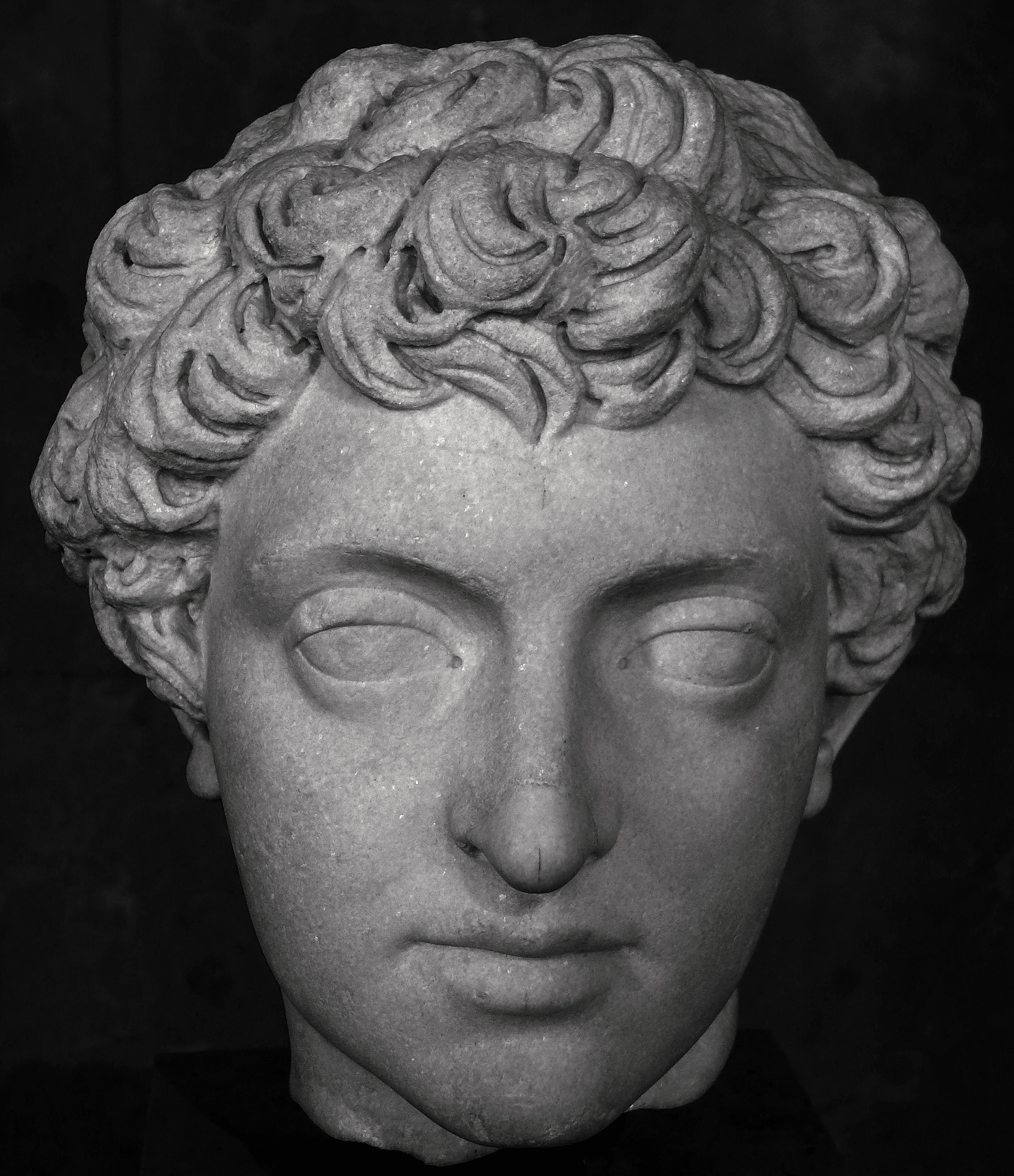
Marc Aurèle en 138 lors de son adoption par Antonin le Pieux.
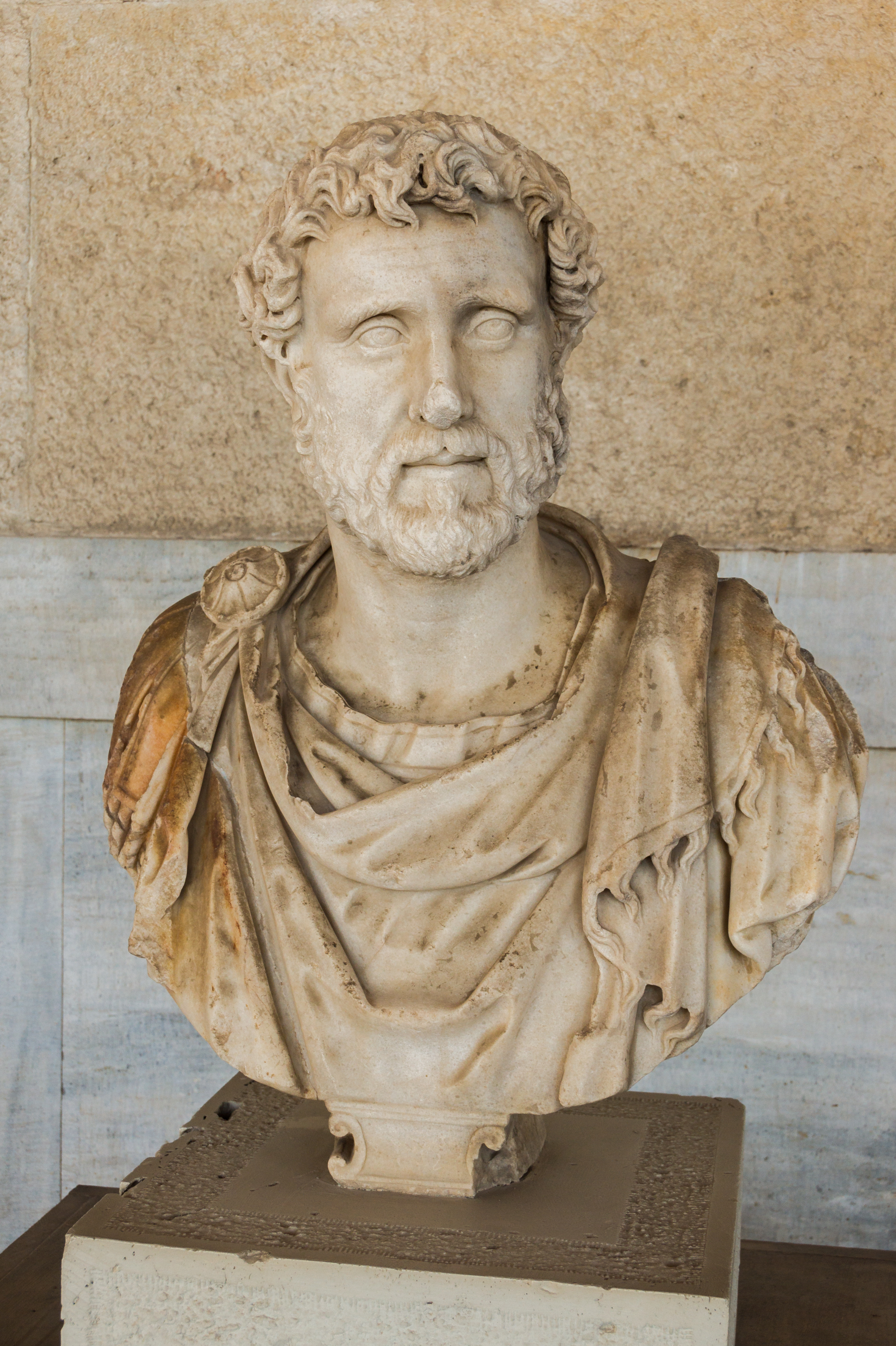
Buste d'époque d'Antonin le Pieux au musée de l'Agora antique d'Athènes, Grèce.
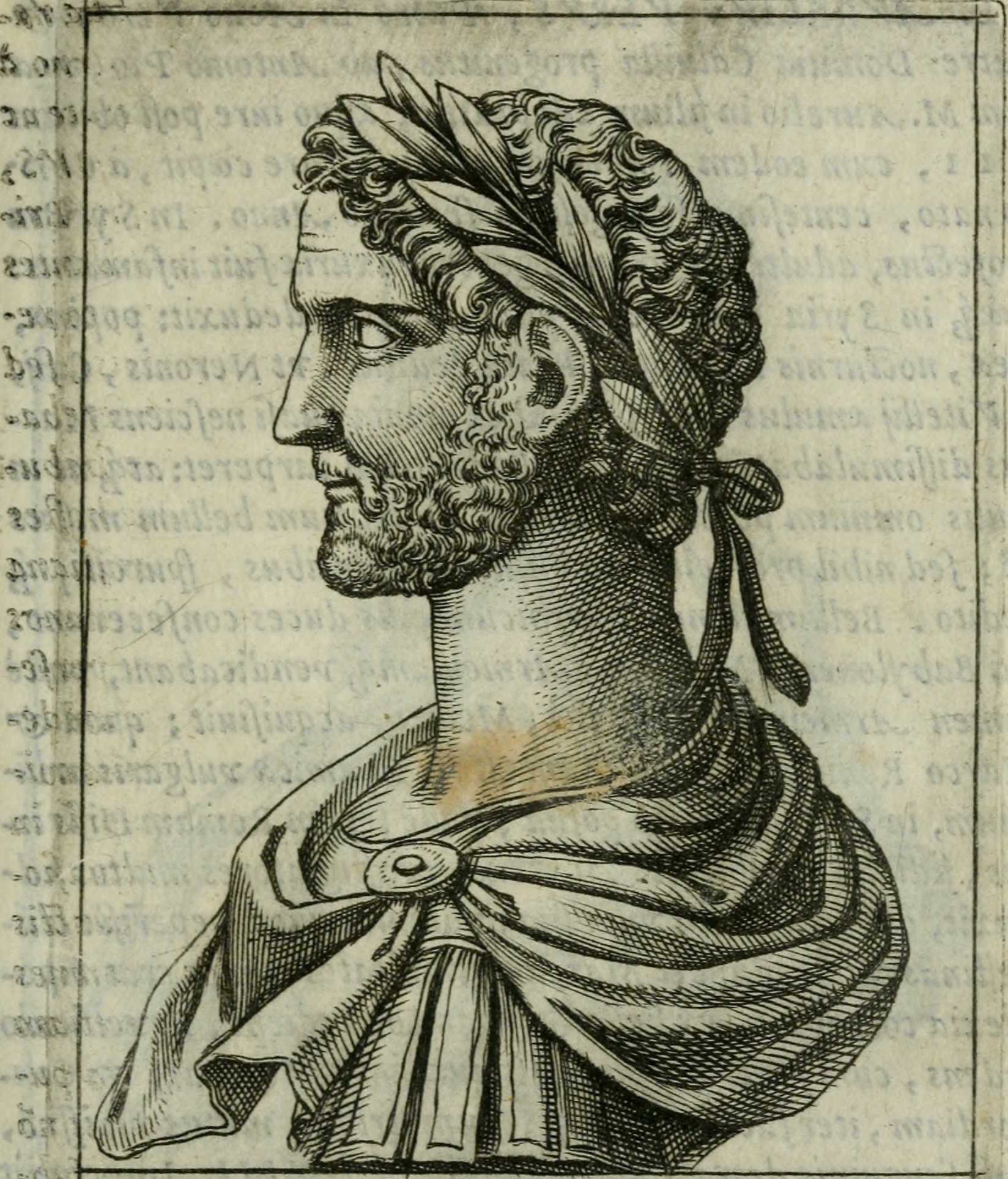
Effigies d'empereurs romains : Antoninus Pius, par Thomas Treteru, collections canoniques (1583).
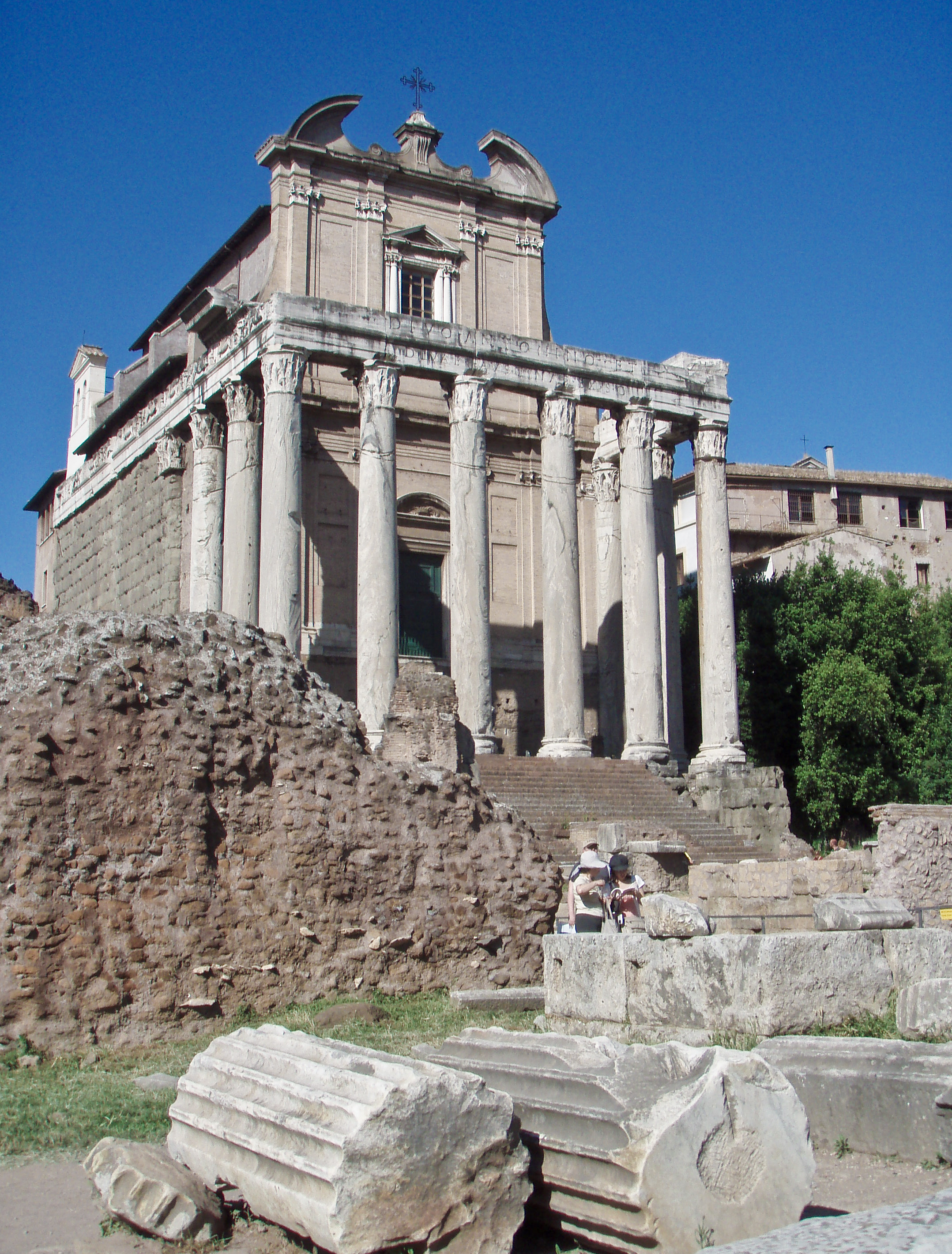
L'église du XVIIe siècle de San Lorenzo à Miranda conserve le portique à colonnes de l'ancien temple romain d'Antonin et Faustine, comme on le voit aujourd'hui dans le Forum Romanum, sur la Via Sacra, en face de la Regia.
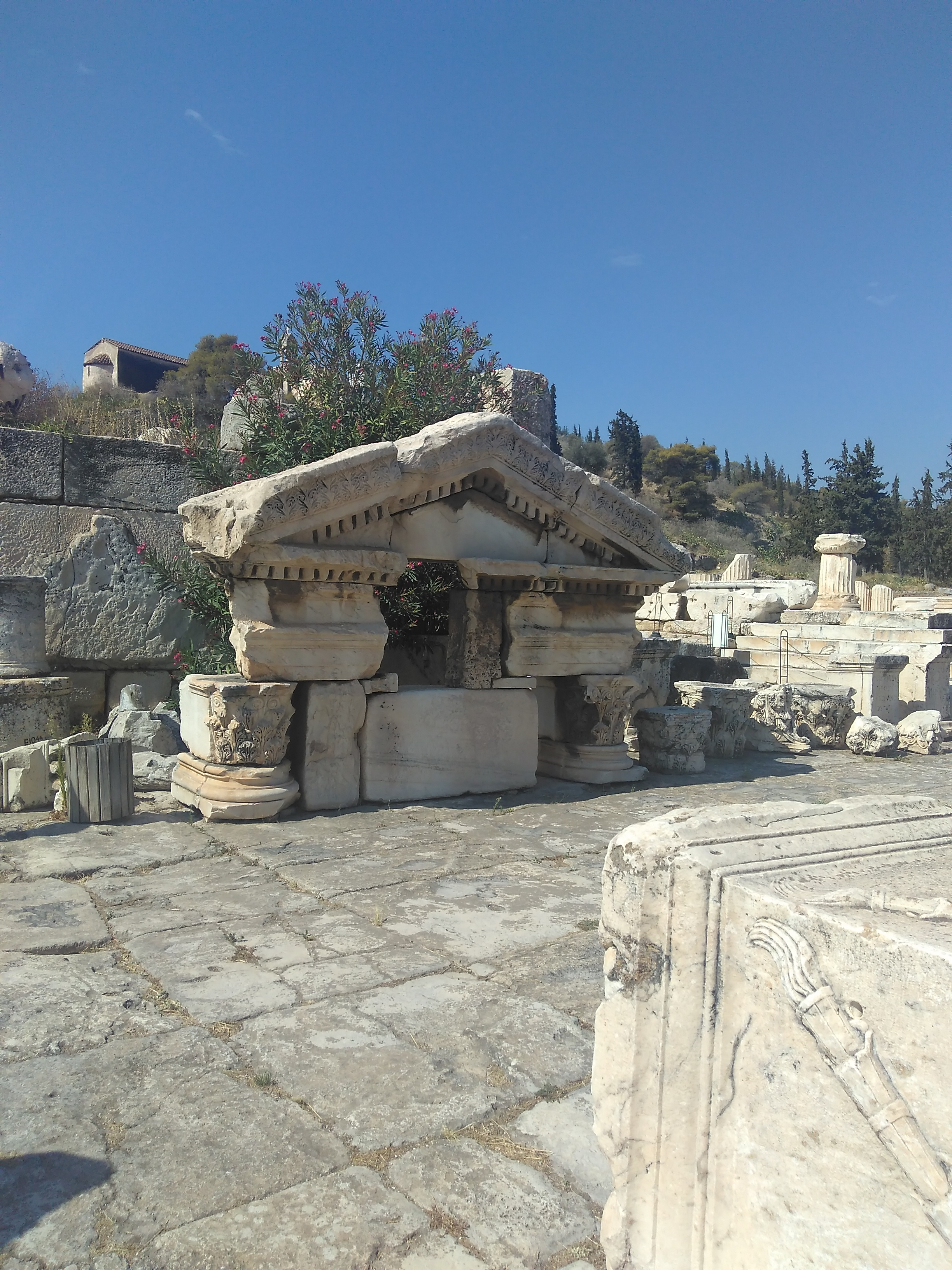
Le sanctuaire d’Éleusis est le site des mystères Éleusiniens ou les mystères de Demeter et Kore.

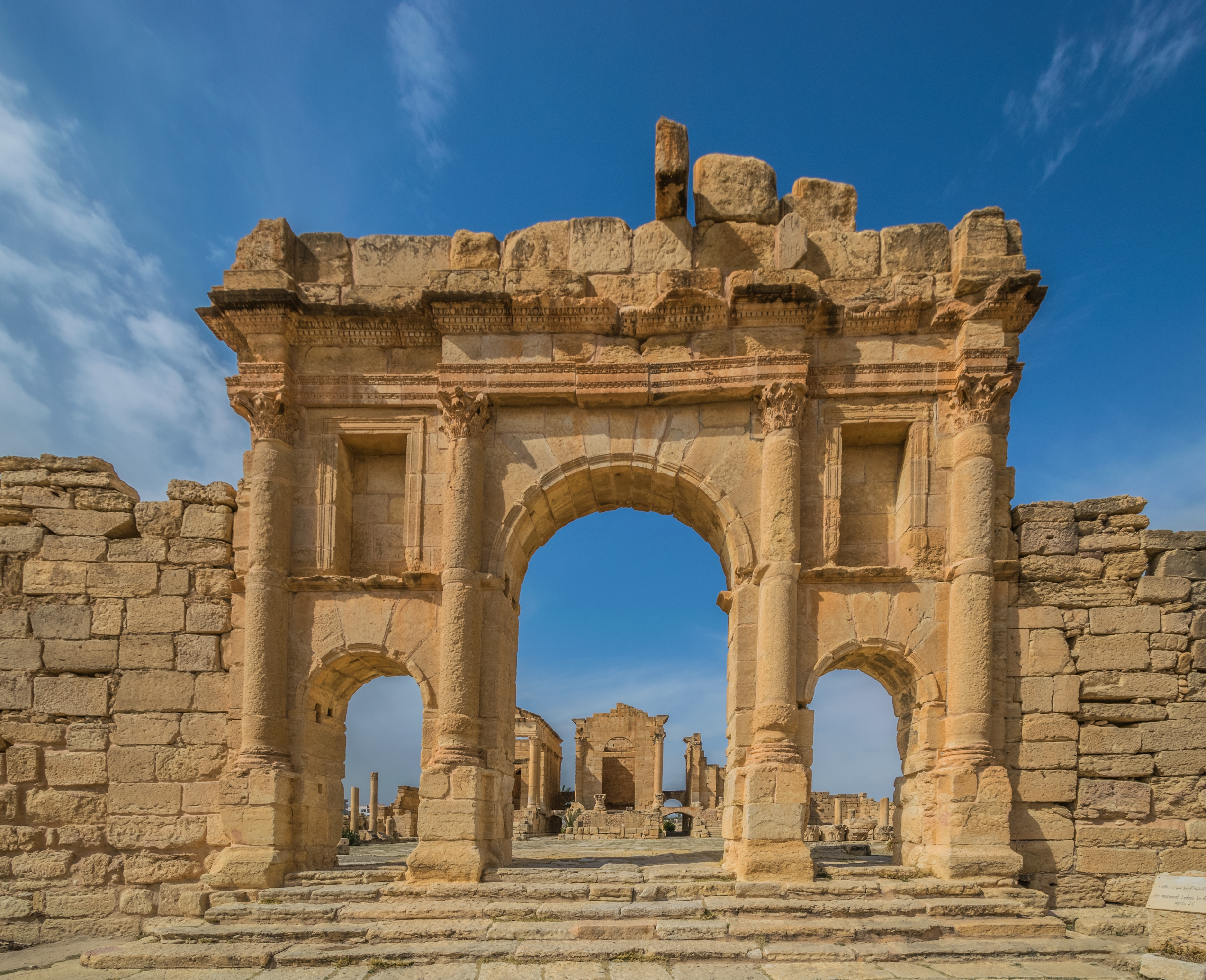
Arc d'Antonin le Pieux à Sbeïtla en Tunisie.
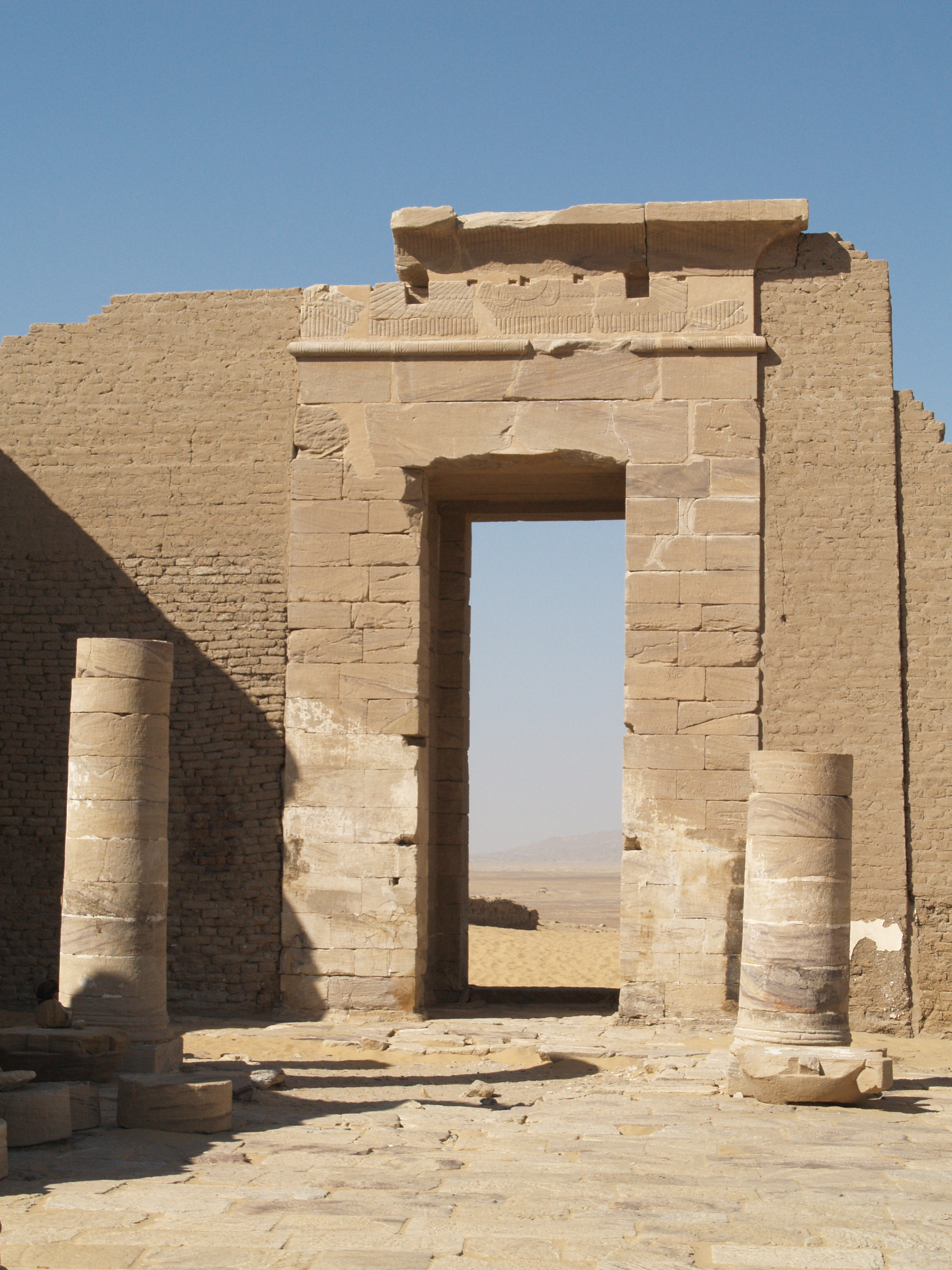
Située à quelque 125 kilomètres au Sud de Kharga, la nécropole de Douch, dans l'Antiquité Kysis, abritait une forteresse pendant la période romaine où cinq pistes du désert se rencontraient.
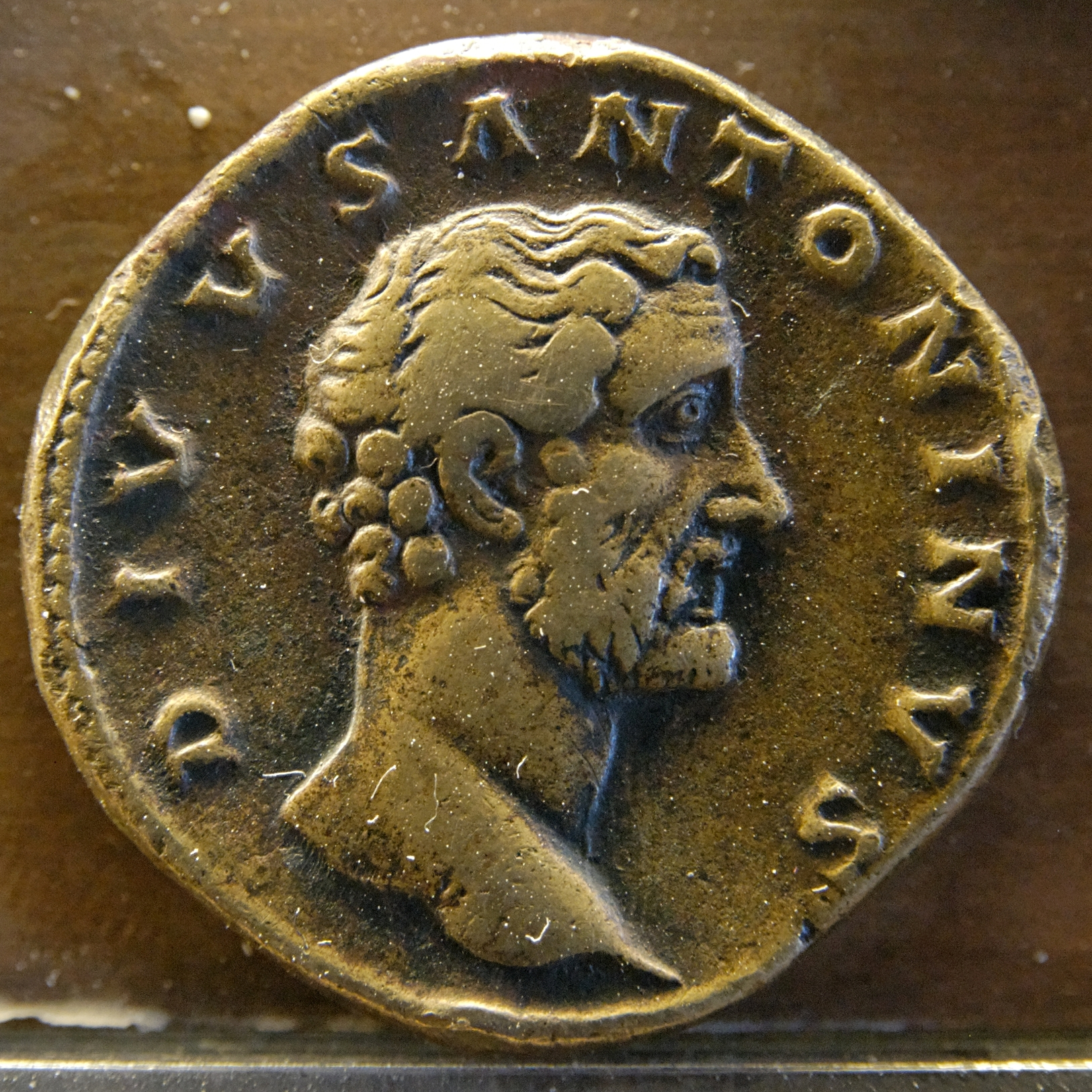
Sesterce d'Antonin divinisé (DIVVS), trouvé dans la région de Lyon.